# Roodteugelfluiter
De roodteugelfluiter (Pachycephala rufogularis) is een zangvogel uit de familie Pachycephalidae (dikkoppen en fluiters).

## Verspreiding en leefgebied
Deze soort komt versnipperd voor in zuidoostelijk Australië.

## Status
De grootte van de populatie is in 2018 geschat op 1000-5000 volwassen vogels. De weinige plekken waar deze vogel voorkomt worden vaak geteisterd door droogte en natuurbranden. Op de Rode lijst van de IUCN heeft deze soort daarom de status kwetsbaar.